# Chemin de fer touristique d’Abreschviller
| Abreschviller Depot mit der Mallet-Lok No. 1 von 1906 |            |                 |                |
| Streckenlänge: | 6,1 km     |                 |                |
| Spurweite: | 700 mm     |                 |                |
| |            |                 |                |
| Region (F): | Lothringen |                 |                |
| \| \| 0,0 \| Abreschviller \| Abreschviller \| \| \| \| Eisenwerk \| \| \| \| ~0,3 \| Rote Saar \| Rote Saar \| \| \| 1,8 \| Lettenbach \| Lettenbach \| \| \| 3,8 \| Rommelstein \| Rommelstein \| \| \| ~4,0 \| ehem. Sägewerk \| ehem. Sägewerk \| \| \| ~4,1 \| Rote Saar \| Rote Saar \| \| \| 5,2 \| Grand Soldat \| Grand Soldat \| \| \| \| nach Hirschthal \| \| |            |                 |                |
| U-Bahn-Kopfbahnhof Streckenanfang | 0,0        | Abreschviller   | Abreschviller  |
| U-Bahn-Abzweig geradeaus und von links |            | Eisenwerk       | Eisenwerk      |
| U-Bahn-Brücke über Wasserlauf | ~0,3       | Rote Saar       | Rote Saar      |
| U-Bahn-Haltepunkt / Haltestelle | 1,8        | Lettenbach      | Lettenbach     |
| U-Bahn-Haltepunkt / Haltestelle | 3,8        | Rommelstein     | Rommelstein    |
| U-Bahn-Abzweig geradeaus und ehemals nach rechts | ~4,0       | ehem. Sägewerk  | ehem. Sägewerk |
| U-Bahn-Brücke über Wasserlauf | ~4,1       | Rote Saar       | Rote Saar      |
| U-Bahn-Kopfbahnhof Strecke ab hier außer Betrieb | 5,2        | Grand Soldat    | Grand Soldat   |
| |            | nach Hirschthal |                |

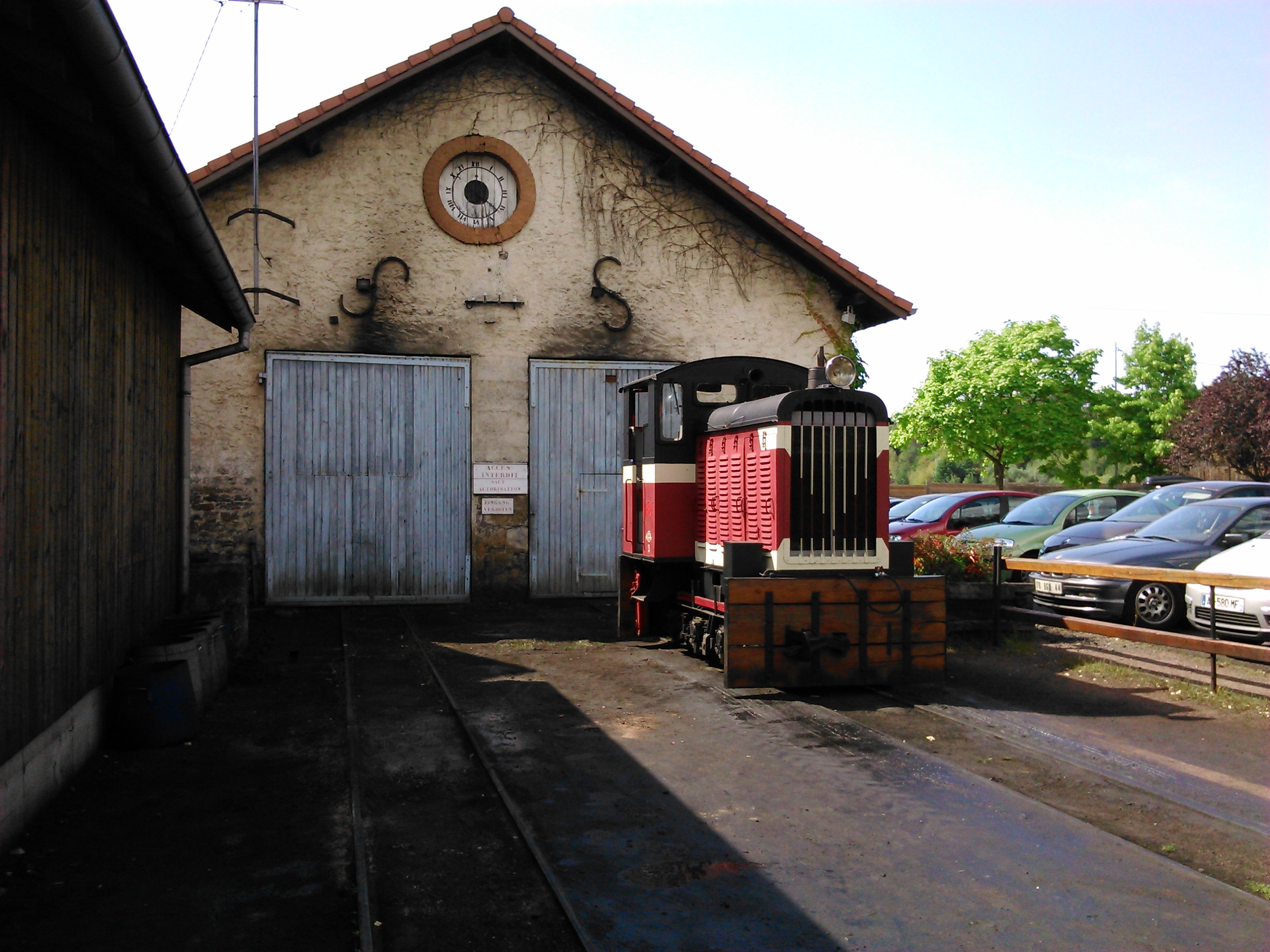
Lokschuppen in Abreschviller

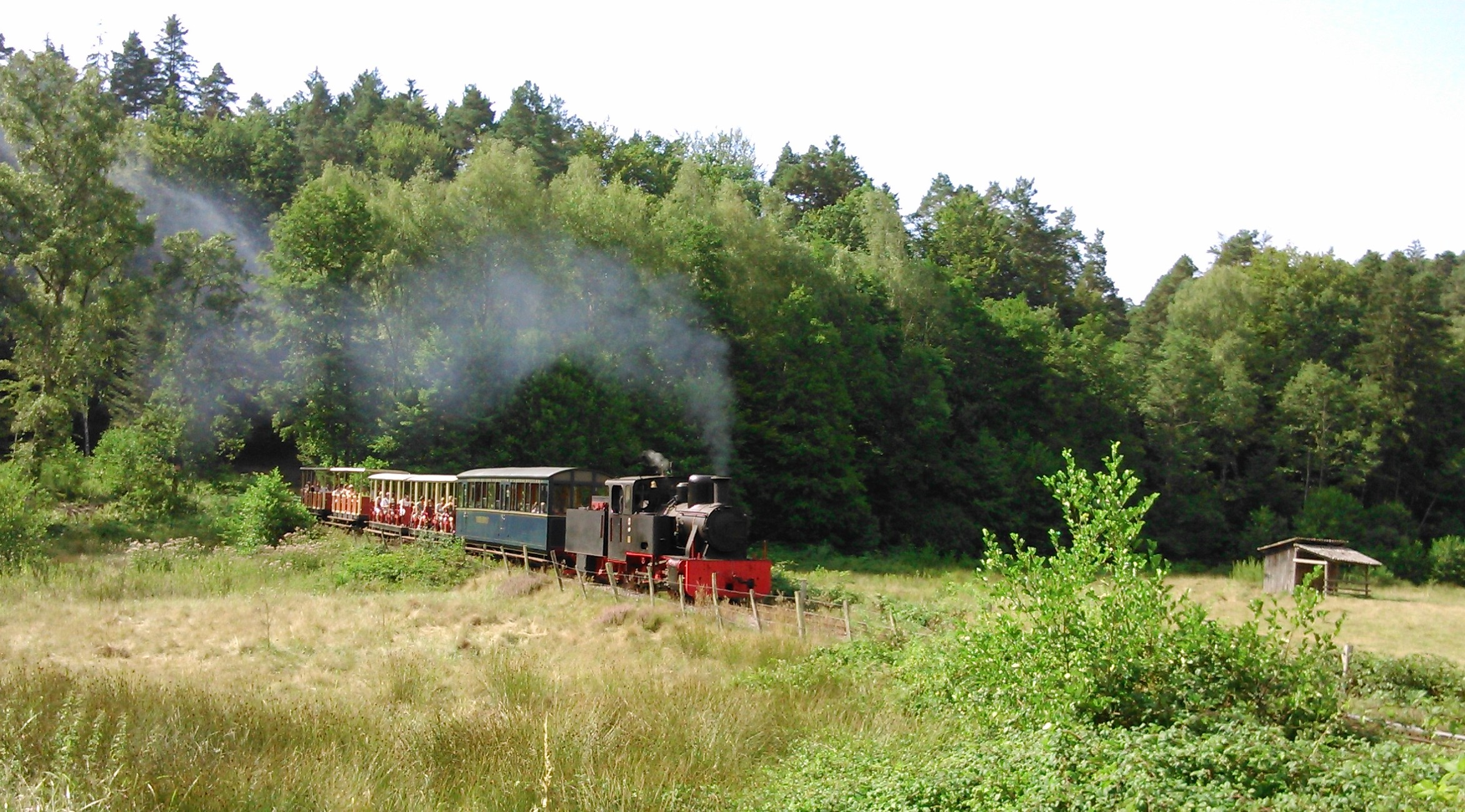
Lok 4 mit Touristenzug auf der Strecke

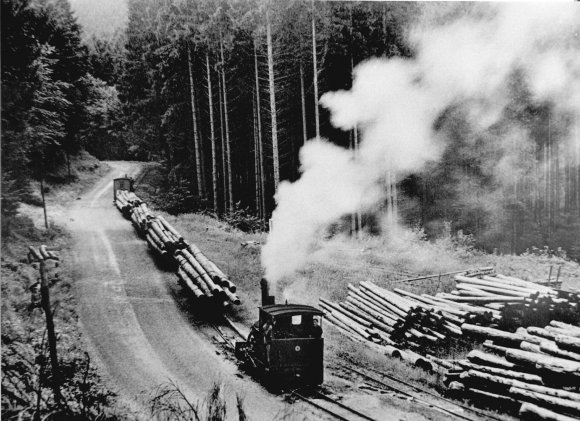
Holztransport auf der Waldeisenbahn

Der Chemin de fer touristique d’Abreschviller ist eine Schmalspur-Museumsbahn mit einer Spurweite von 700 mm, ausgehend vom lothringischen Abreschviller. Ein Teilstück des ehemaligen Waldeisenbahnnetzes Chemin de fer forestier d’Abreschviller, welches zu seiner größten Ausdehnung 73 km Streckennetz umfasste, wird seit 1968 von der Association du Chemin de Fer Forestier d’Abreschviller (A.C.F.A.) erhalten.

## Geschichte
In der Nähe der Vogesen, rund 50 km von Straßburg entfernt, befindet sich das Massiv des Donon. Im Waldgebiet wurde schon im 18. Jahrhundert Holz geschlagen. Zu dieser Zeit existierten noch keine Verkehrswege, so entstanden im Jahr 1850 die ersten Ideen, Schneisen und Wege im Waldgebiet anzulegen. 1884 wurden die ersten fünf Kilometer der Waldbahn angelegt, als Spurweite wurde im damaligen deutschen Reichsland Elsass-Lothringen die preußische Feldbahn-Spurweite von 700 mm gewählt. 1892 war es notwendig, nach einem Orkan besonders viel Holz abzutransportieren, daher wurde der Ausbau der Waldbahn beschleunigt und neues Rollmaterial beschafft. Um 1900 existierten bereits 35 km Strecke, 1918 über 50 km. 1906 wurde die erste Dampflokomotive der Waldbahn beschafft; es war dies die einzige in der Maschinenfabrik Heilbronn gebaute B'B-Lokomotive der Bauart Mallet. Nach 1918 wurde Elsass-Lothringen Teil des Staatsgebiets von Frankreich. Die Waldbahn von Abreschviller war die einzige Bahn in ganz Frankreich mit der Spurweite 700 mm. 1933 wurde eine weitere Dampflokomotive von Decauville beschafft. In den 1950ern wurde die größte Streckenausdehnung mit 73 km erreicht, welche sich auf mehrere Streckenäste aufteilen. 1953 wurde noch eine Diesellokomotive von COFERNA beschafft. Durch die nach dem Zweiten Weltkrieg einsetzende Motorisierung und den Straßenausbau verkleinerte sich das Streckennetz zunehmend, 1960 existierten nur noch 61 km Strecke. 1964, als das Netz nur noch eine Ausdehnung von 40 km aufwies, wurde die Waldbahn stillgelegt. Die Diesellok wurde noch für ein Jahr zu Rangierzwecken in Abreschviller eingesetzt.
1964 kamen die ersten Ideen zur Wiedereröffnung eines Teilstücks der Strecke auf. Ein Jahr später wurde die Association du Chemin de Fer Forestier d’Abreschviller (A.C.F.A.) gegründet, welche das noch vorhandene Rollmaterial übernahm sowie ein Teilstück der Strecke nach Grand Soldat. Es wurde auch überlegt, ein Teilstück bis zum Col du Brechpunkt zu erhalten. Von diesem Vorhaben wurde allerdings durch die zu erwartenden betrieblichen Probleme durch die Spitzkehren abgesehen. 1968 wurde der erste Zug auf der neu entstandenen Touristenbahn geführt, 1969 wurde der offizielle Betrieb eröffnet. Zwischenzeitlich wurde neues Rollmaterial beschafft bzw. gebaut, was sich aufgrund der Spurweite als problematisch erwies. 1970 wurde eine ehemalige Heeresfeldbahn-Dampflokomotive Bauart HF110C von den Steiermärkischen Landesbahnen angekauft, welche auf 700 mm umgespurt wurde und seit 1976 in Betrieb ist. Es handelt sich hierbei um die letzte erhaltene HF110C der Steiermärkischen Landesbahnen. Die Strecke wird von April bis Oktober regelmäßig befahren. Eine Besonderheit der Betriebsführung ist, dass der aus Abreschviller kommende Zug in ein Stichgleis (ein ehemaliger Abzweig eines Streckenastes) einfahren muss, um den Gegenzug passieren lassen zu können.
Am anderen Endpunkt der Strecke in Grand Soldat ist ein kleines Sägewerk für Besucher hergerichtet und informiert über die früher üblichen Holzbearbeitungstechniken.
Die wichtigsten Bahnübergänge entlang der Strecke sind mittlerweile mit Schranken gesichert. Die BÜ-Anlage wird mit einer Fernbedienung vom Führerraum aus eingeschaltet und vom Bremser auf dem letzten Wagen per Fernbedienung ausgeschaltet. Vor Installation dieser Anlagen wurden die Bahnübergänge an den Verkehrstagen durch Posten (mit einer Flagge) gesichert.

## Fahrzeuge

### Lokomotiven

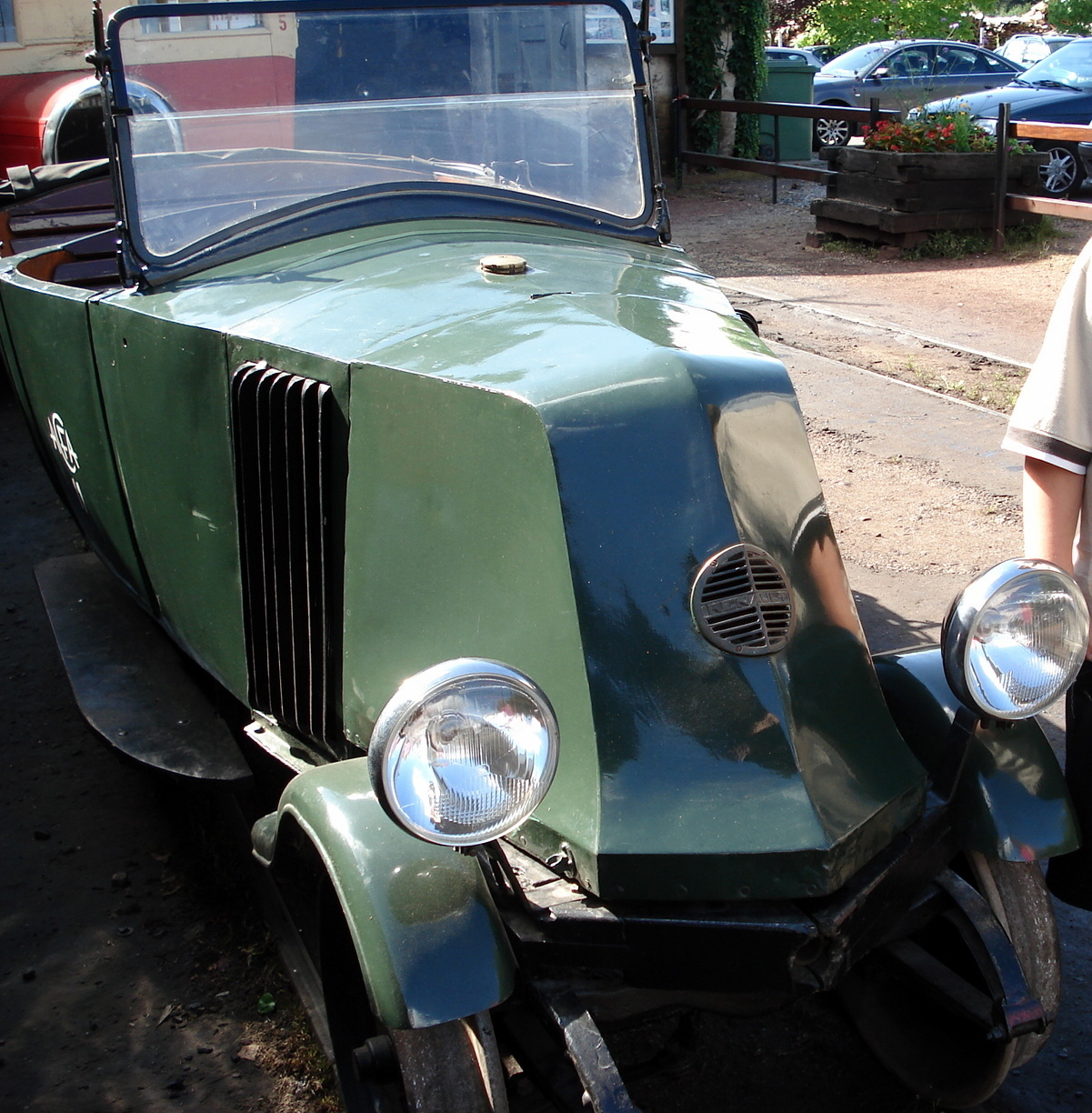
Draisine

- Nr 1, B'Bn4vt, Bauart Mallet, Fabriknummer 476/1906, Maschinenbau-Gesellschaft Heilbronn
- Nr 2, Cn2t, Baujahr Fabriknummer 1835/1926, Decauville
- Nr 3, Diesellokomotive, Baujahr 1953, Coferna
- Nr 4, Cn2, HF110C, Fabriknummer 10120/1944, Jung
- Nr ?, Bn2t, Fabriknummer 4720/1911, Orenstein & Koppel
- Nr ?, HF50B, Fabriknummer 4252/1945, Gmeinder
- Nr ?, Diesellokomotive, 1956, Deutz
- Nr ?, Draisine, Eigenbau aus Renault-Automobil, 1925
- Nr ?, Draisine, Eigenbau aus Hotchkiss-Automobil, 1930